# كورنيليوس (موسيقي)
كورنيليوس (باليابانية: 小山田圭吾؛ بالكانا: おやまだ けいご) هو موسيقي ومنتج أسطوانات وملحن ومغن مؤلف ودي جيه ياباني، ولد في 27 يناير 1969 في سيتاغايا في اليابان.

## وصلات خارجية
- الموقع الرسمي
- كورنيليوس على موقع IMDb (الإنجليزية)
- كورنيليوس على موقع ميوزك برينز (الإنجليزية)
- كورنيليوس على موقع ميوزك برينز (الإنجليزية)
- كورنيليوس على موقع أول موفي (الإنجليزية)
- كورنيليوس على موقع أول ميوزيك (الإنجليزية)
- كورنيليوس على موقع ديسكوغز (الإنجليزية)
- كورنيليوس على موقع ديسكوغز (الإنجليزية)
- كورنيليوس على موقع قاعدة بيانات الفيلم (الإنجليزية)
- كورنيليوس على موقع ANN person (الإنجليزية)